# Sé el que vull
Sé el que vull (títol original en anglès: I Know Where I'm Going!) és una pel·lícula britànica dirigida per Michael Powell i Emeric Pressburger, estrenada el 1945. Protagonitzada per Wendy Hiller i Roger Livesey. Ha estat doblada al català.

## Argument
Joan Webster, filla d'un banquer londinenc, anuncia al seu pare que es casarà amb un home que mai no ha vist, Sir Robert Gellinger, un industrial que ha fet fortuna amb productes químics. Ha d'anar a l'illa de Kiloran, situada a les Hébrides, a Esbajoca, per a casar-s'hi.
 Al vespre de la seva arribada, a Port Erraigh, a l'illa de Mull, última etapa abans d'embarcar per a Kiloran, la boira l'obliga de quedar-se. Un jove oficial de la marina de permís, Torquil Mac Neil, que ha d'anar igualment a Kiloran, li proposa allotjar-la, en un vell casal, amb gent que coneix. Joan primer de tot refusa, dient que esperarà l'arribada del vaixell, després rendint-se a l'evidència que el vaixell no arribarà, va amb el mariner.
L'endemà, la boira ocupa el lloc de la tempesta. Joan decideix instal·lar-se en l'hotel del port. Torquil li proposa utilitzar la ràdio del guardacostes per comunicar-se amb el seu futur espòs. Però el to de la veu de Robert Gellinger, alhora autoritari i individual, refreda bruscament Joan.
Torquil explica a Joan la llegenda de Corryvreckan, un maelstrom, situat prop de Kiloran, els terribles remolins del qual són el terror dels mariners: un príncep de Noruega havia demanat la mà de la filla del senyor de les illes. El senyor la hi va atorgar a condició que afermés la seva galera a Corryvreckan durant tres dies. Però amb la marea alta, ningú no resisteix al maelstrom.
 La tempesta sembla perdre vigor, però Joan no vol esperar un dia més. Proposa a un propietari d'un vaixell de pesca, amb un suplement de diners, portar-lo a Kiloran. Aquest últim refusa. Demana a Torquil que trobi un vaixell, ell també refusa. En darrera instància, convenç el fill del propietari d'intentar la travessia. Malgrat la còlera de Torquil, Joan embarca amb el grumet. Torquil s'hi uneix i puja al vaixell. Enmig de la travessia, les ones que trenquen ofeguen el motor. El corrent porta el vaixell cap als remolins de Corryvreckan. Torquil i el grumet aconsegueixen assecar el motor que trona a engegar. Es poden allunyar del maelstrom. Joan conscient que el seu orgull i la seva vanitat no raonable ha estat a punt de causar la mort de dos homes, accepta tornar al port.
 l'endemà, Joan renuncia a unir Kiloran. Pel que fa a Torquil, el seu permís ha acabat, renuncia igualment a la seva estada a l'illa. En el moment d'acomiadar-se, Joan i Torquil s'abracen.
La idea del títol ve de Frankie, l'esposa de Michael Powell, recordant-li les paraules d'una cançó irlandesa titulada «I know where I'm going!»:
«sé el que vull
I sé que ve amb mi
Sé el que estimo
Però el meu amor sap amb qui em casaré.»
 Michael Powell: «Emeric em diu un dia: «Sempre he tingut ganes de fer una pel·lícula sobre una noia que vol anar a una illa. Al final del seu viatge, és tan a prop que pot distingir la gent sobre l'illa, però una tempesta li impedeix desembarcar, i quan la tempesta ha passat, ja no té ganes d'anar-hi, perquè la seva vida ha canviat bruscament, com passa sovint a les noies. - Per què vol anar a aquesta illa al començament ? vaig preguntar, considerant la pregunta raonable. - Fem la pel·lícula per saber.»

## Repartiment
- Wendy Hiller: Joan Webster
- Roger Livesey: Torquil MacNeil
- Pamela Brown: Catriona
- Finlay Currie: Ruairidh Mhor
- George Carney: M. Webster
- Nancy Price: Sra. Crozier
- Catherine Lacey: Sra. Robinson
- Jean Cadell:
- John Laurie: John Campbell
- Petula Clark: Cheril
- Valentine Dyall: Mr. Robinson